# Episodi de L'ispettore Derrick (ottava stagione)
L'ottava stagione della serie televisiva L'ispettore Derrick, composta da 11 episodi, è stata trasmessa in Germania nel 1981 sul canale ZDF.
| nº Prima TV Germania | nº Produzione | nº Stagione x nº Episodio | Titolo originale          | Titolo italiano             | Prima TV Germania | Prima TV Italia   | Anno Produzione |
| -------------------- | ------------- | ------------------------- | ------------------------- | --------------------------- | ----------------- | ----------------- | --------------- |
| 79                   | 79            | 08x01                     | Der Kanal                 | Il canale                   | 21 gennaio 1981   | 7 novembre 1983   | 1980            |
| 80                   | 80            | 08x02                     | Am Abgrund                | Sull'abisso                 | 30 gennaio 1981   | 11 ottobre 2007   | 1980            |
| 81                   | 81            | 08x03                     | Kein Garten Eden          | Un padre di troppo          | 13 marzo 1981     | 28 settembre 1983 | 1980            |
| 82                   | 82            | 08x04                     | Eine ganz alte Geschichte | Una vecchia storia          | 27 marzo 1981     | 14 ottobre 1983   | 1980            |
| 83                   | 83            | 08x05                     | Die Schwester             | La sorella                  | 1 maggio 1981     | 29 settembre 1983 | 1981            |
| 84                   | 85            | 08x06                     | Tod eines Italieners      | Identikit di un assassino   | 10 luglio 1981    | 13 ottobre 1983   | 1981            |
| 85                   | 86            | 08x07                     | Das sechste Streichholz   | Il sesto fiammifero         | 14 agosto 1981    | 13 settembre 1983 | 1981            |
| 86                   | 87            | 08x08                     | Prozente                  | La percentuale di Schledorn | 28 agosto 1981    | 22 ottobre 1983   | 1981            |
| 87                   | 88            | 08x09                     | Der Untermieter           | L'intruso                   | 9 ottobre 1981    | 16 settembre 1983 | 1981            |
| 88                   | 89            | 08x10                     | Tod im See                | Pomeriggio sul lago         | 6 novembre 1981   | 31 ottobre 1983   | 1981            |
| 89                   | 90            | 08x11                     | Die Stunde der Mörder     | L'ora del killer            | 4 dicembre 1981   | 31 ottobre 1983   | 1981            |

## Il canale
- Titolo originale: Der Kanal
- Diretto da: Helmuth Ashley
- Scritto da: Herbert Reinecker
- Interpreti:[1] Horst Tappert - Stephan Derrick, Fritz Wepper - Harry Klein, Willy Schäfer - Willy Berger, Bernd Herzsprung - Herbert Juncker, Helga Anders - Hannelore Juncker, Claudia Rieschel - Elisabeth Röder, Volker Eckstein - Jürgen Röder, Huber Schuska - Röder padre, Wolfang Wahl- signor Zeissler, Monika Baumgartner - Hilde Tibold, Max Grießer - Rudolf Tibold

### Trama
Una macchina abbandonata in un piccolo ponte in piena notte provoca il rallentamento del traffico. La polizia va in cerca del conducente e trova il cadavere di un uomo nel canale. Si tratta di Herbert Juncker, sposato con figli. L'uomo aveva una relazione con Elisabeth, a sua volta sposata con figli. I due si incontravano di tanto in tanto in una locanda fuori mano. I rispettivi coniugi erano a conoscenza di ciò, ma si presentano come rassegnati. Invece i suoceri, con mentalità all'antica, si mostrano più aggressivi.

## Sull'abisso
- Titolo originale: Am Abgrund
- Diretto da: Helmuth Ashley
- Scritto da: Herbert Reinecker
- Interpreti:[2] Horst Tappert - Stephan Derrick, Fritz Wepper - Harry Klein, Willy Schäfer - Willy Berger, Klaus Behrendt - Jakob Hesse, Ilse Neubauer - Ursula Hesse, Lotte Ledl - Hanni Krotte, Dirk Dautzenberg - Walter Raspe, Rainer Hunold - Willi Raspe, Anton Diffring - Alfred Bandera, Thomas Schücke - Arthur Bandera, Rebecca Winter - Regina Debel

### Trama
Jakob Hesse è un alcolizzato, vilipeso da tutti, che vaga per i locali alla ricerca di qualcuno che gli offra da bere perché lui non ha un soldo. Cacciato anche dal bar di Walter Raspe, Hesse si reca nella porta di servizio per rubare qualche goccio, ma assiste all'accoltellamento di Regina Debel. Benché veda la scena, Hesse non è lucido e si dà alla fuga. Hesse è un ex maestro ed è sposato con Ursula. Ha iniziato a sprofondare nell'abisso dell'alcool quando non ha potuto salvare due suoi allievi mentre era in gita scolastica.

## Un padre di troppo
- Titolo originale: Kein Garten Eden
- Diretto da: Günter Gräwert
- Scritto da: Herbert Reinecker
- Interpreti:[3] Horst Tappert - Stephan Derrick, Fritz Wepper - Harry Klein, Willy Schäfer - Willy Berger, Markus Boysen - Ingo Rolfs, Ellen Schwiers - Nadine Voss, Thomas Holtzmann - Rudolf Voss, Rita Russek - Ute Reber, Michael Degen - Ulrich Reber, Holger Petzold- Rolfs padre

### Trama
Ingo Rolfs, un giovane poco più che ventenne, si reca dall'ispettore Derrick per denunciare che il patrigno Rudolf Voss ha ricevuto una serie di lettere che lo minacciavano di morte. Quindi Derrick risponde come mai non sia venuto il patrigno a denunciare il fatto. Ingo risponde che il patrigno sottovaluta queste minacce. Quindi Klein accompagna Ingo al domicilio e trovano proprio il patrigno ucciso. Rudolf Voss aveva sposato in seconde nozze la madre di Ingo. Tra Voss e il giovane non correva buon sangue e litigavano spesso perché era ancora legato al padre naturale.

## Una vecchia storia
- Titolo originale: Eine ganz alte Geschichte
- Diretto da: Zbyněk Brynych
- Scritto da: Herbert Reinecker
- Interpreti:[4] Horst Tappert - Stephan Derrick, Fritz Wepper - Harry Klein, Willy Schäfer - Willy Berger, Mathieu Carrière - Arne Reuter, Elisabeth Wiedemann - Andrea Answald, Herbert Fleischmann - Alfred Answald, Verena Peter - Almuth Answald, Sascha Hehn - Erwin Answald, Gisela Fischer - Jane Robbins

### Trama
Il giovane Arne Reuter si presenta dall'ispettore Derrick per denunciare che suo zio, un gioielliere che portava lo stesso nome, nel 1946 in fuga dalla Zona di Occupazione Sovietica fu assassinato a Breba e fu derubato dei brillanti che aveva con sé. Accusa apertamente Alfred Answald mostrando una vecchia lettera con la quale suo zio indicava come uno degli uomini che doveva appoggiarsi per la fuga nella Zona di Occupazione Americana. Dopodiché Reuter inizia a tormentare Answald con telefonate e visite a domicilio. Answald si giustifica affermando che lo zio di Reuter è stato ucciso da banditi. L'ispettore Derrick, che ovviamente vuole far luce sulla vicenda, ammonisce di continuo Reuter per il suo comportamento irritante verso l'indagato.

### Colonna sonora
- Frank Duval, Tyana

## La sorella
- Titolo originale: Die Schwester
- Diretto da: Helmuth Ashley
- Scritto da: Herbert Reinecker
- Interpreti:[5] Horst Tappert - Stephan Derrick, Fritz Wepper - Harry Klein, Willy Schäfer - Willy Berger, Jutta Speidel - Doris Menke, Matthias Ponnier - Bruno Kieler, Ruth Drexler - Frau Kieler, Peter Von Strombeck - Alex Stomann, Rudolf Wessely - insegnante, Stephanie von Hoehnzollern - figlia di Doris, Anita Höfer - Ursula Wissmann

### Trama
Una guardia giurata muore a seguito di una rapina a mano armata. Successivamente interviene la polizia, c'è uno scontro a fuoco dove uno dei tre rapinatori muore. Derrick e Klein sono alla ricerca dei due sopravvissuti, i quali riescono a nascondersi grazie all'aiuto di Doris Menke che risulterà essere la sorella del rapinatore morto.

## Identikit di un assassino
- Titolo originale: Tod eines Italieners
- Diretto da: Helmuth Ashley
- Scritto da: Herbert Reinecker
- Interpreti:[6] Horst Tappert - Stephan Derrick, Fritz Wepper - Harry Klein, Willy Schäfer - Willy Berger, Karin Baal - Anna Forlani, Edwin Marian - Mario Forlani, Gerlinde Döberl - Ursula Weichler, Sigfrit Steiner - signor Weichler, Klaus Herm - Gustav Grabbe, Peter Bertram - Luigi Cesare Mentone, Karl Walter Diess - Wilhelm Rodorf, Nate Seids - Marie Bolis, Werner Asam - Hugo Bolis

### Trama
Sul finire della giornata di lavoro in ufficio, Harry Klein invita Stephan Derrick a cena in un ristorante italiano nel quale si trova bene. Una volta entrati e fatti accomodare, i due notano che il personale è in stato di ansia. Il proprietario Mario Forlani è nel mirino della criminalità che ne chiede il pizzo, ma lui non può pagare. Allora i famigliari insistono di parlarne con la polizia, ma Mario si rifiuta e vuole trattare con i banditi per spiegare la situazione. Poco dopo parte e una volta incontrati i criminali, lo picchiano selvaggiamente. Mario a stento riesce a ritornare al ristorante nel momento in cui Derrick e Klein hanno da poco terminato la cena. Viene chiamata un'ambulanza per soccorrere Mario, ma l'uomo muore poco dopo all'ospedale. Ora si tratta di cercare l'assassino e Gustav Grabbe, uno dei camerieri, ne traccia l'identikit.

## Il sesto fiammifero
- Titolo originale: Das sechste Streichholz
- Diretto da: Alfred Vohrer
- Scritto da: Herbert Reinecker
- Interpreti:[7] Horst Tappert - Stephan Derrick, Fritz Wepper - Harry Klein, Willy Schäfer - Willy Berger, Sissy Höfferer - Irmgard Schneider, Thomas Schücke - Jo Mahler, Jacques Breuer - Rolf Heckel, Pierre Franckh - Konrad Vollmer, Robert Atzorn - Egon Janson, Thomas Piper - Henry Janson, Hans Hessling - signor Winter, Herta Böhm - Maria, Ulrike Möckel - Vera, Manuela Hahn - Luise, Cristoph Engen - Ulrich, Frank Lenart - Hans

### Trama
Henry Janson, proprietario di una discoteca frequentata da giovanissimi, viene colpito mortalmente con un colpo di pistola. Il fratello Egon accusa immediatamente Jo Mahler, studente universitario che, per raggranellare qualche soldo, fa il disc-jockey. Janson era da solo un anno che aveva aperto l'attività ed aveva fatto molti soldi in poco tempo grazie allo spaccio di eroina. Poco prima dell'omicidio una ragazza si era sentita male nel bagno delle donne. Invece di chiamare l'ambulanza Janson si propose di portarla da solo all'ospedale. Janson torna presto al locale e ammette a Mahler di aver abbandonato la ragazza in un parco pubblico. Mahler e i suoi amici, tutti studenti universitari di biologia e storia, vanno alla ricerca della ragazza nel parco e la trovano in fin di vita. La ragazza viene portata in ospedale, ma poco dopo muore. Mahler e i suoi amici, tutti desiderosi di farla pagare a Janson, si danno appuntamento in una sala da biliardo. Per decidere a chi toccasse uccidere Janson, Mahler propone di tirare a sorte con sei fiammiferi.

## La percentuale di Schlehdorn
- Titolo originale: Prozente
- Diretto da: Theodor Grädler
- Scritto da: Herbert Reinecker
- Interpreti:[8] Horst Tappert - Stephan Derrick, Fritz Wepper - Harry Klein, Willy Schäfer - Willy Berger, Rolf Boysen - signor Hollerer, Gerlinde Locker - Susanne Schlehdorn, Gerd Baltus - Martin Schlehdorn, Barbara Rütting - signora Mertens, Michael Degen - signor Brasse, Sunniy Melles - Alice Hollerer, Willy Semmelrogge - signor Mahler, Martin Semmelrogge - Richard Seifert, Wilmut Borrell

### Trama
Martin Schlehdorn ha bisogno urgentemente di un finanziamento e si reca da Hollerer, un finanziere senza scrupoli che propone ai suoi clienti tassi da usura. Mentre Schehdorn e Hollere stanno contrattando, nella stanza del ragionier Mahler si sentono alcuni colpi di pistola. Il ragioniere viene trovato in fin di vita e muore poco dopo all'ospedale. Hollerer, sicuro che le pallottole fossero indirizzate a lui, vuole sapere chi sia il colpevole. Unica testimone è Susanne, la moglie di Schehdorn, che durante il colloquio tra il marito e Hollerer, era rimasta nella automobile parcheggiata appena fuori dal palazzo dove si trova l'ufficio del finanziere. Susanne racconta a Martin di aver riconosciuto il possibile colpevole, ma il marito le consiglia di rivelarlo perché spera di ottenere da Hollerer una percentuale migliore.

## L'intruso
- Titolo originale: Der Untermieter
- Diretto da: Michael Braun
- Scritto da: Herbert Reinecker
- Interpreti:[9] Horst Tappert - Stephan Derrick, Fritz Wepper - Harry Klein, Willy Schäfer - Willy Berger, Peter Kuiper - Walter Buschmann, Lisa Kreuzer - Gudrun Kaul, Horst Sachtleben - Ulrich Kaul, Fritz Straßner - Leo Kurat, Hans Jürgen Schatz - Ulrich Steinitz, Andy Voß - Martin Kaul

### Trama
Leo Kurat, un giudice in pensione, si occupa di inserire i reclusi nella società. si impegna anche con Walter Buschmann, un omicida uscito dopo dieci anni di carcere. Buschmann vuole tornare dalla ex fidanzata Gudrun dalla quale ha avuto un figlio. Nel frattempo Gudrun si è fatta una nuova vita con il mite Ulrich Kaul. Buschmann si presenta, insieme a Kurat, alla porta dei Kaul e si insedia con prepotenza nel loro appartamento. Kurat ne parla con Derrick temendo il peggio.

## Pomeriggio sul lago
- Titolo originale: Tod im See
- Diretto da: Alfred Vohrer
- Scritto da: Herbert Reinecker
- Interpreti:[10] Horst Tappert - Stephan Derrick, Fritz Wepper - Harry Klein, Willy Schäfer - Willy Berger, Christiane Krüger - Anita Kamper, Robert Atzorn - Rudolf Wiegand, Maria Sebaldt - Ursula Wiegand, Heinz Moog - signor Randolf, Holger Petzold - signor Bornfeld

### Trama
Rudolf Wiegand viene miracolosamente salvato dalla guardia costiera mentre faceva un giro in barca sul lago in una giornata di tempesta. Appena salvato Wiegand asserisce che la moglie Ursula sia annegata. Una volta tornato a casa Wiegand viene accusato dal suocero di aver ucciso Ursula perché aveva una relazione con Anita Kamper.

## L'ora del killer
- Titolo originale: Die Stunde der Mörder
- Diretto da: Theodor Grädler
- Scritto da: Herbert Reinecker
- Interpreti:[11] Horst Tappert - Stephan Derrick, Fritz Wepper - Harry Klein, Willy Schäfer - Willy Berger, Hans Caninenberg - signor Mahler, Rudolf Fernau - signor Godell, Eva-Ingeborg Scholz - signora Rosenheim, Beatrice Norden - signora Korda, Liutgard Im - signora Dederich, Rolf Becker - signor Bonna

### Trama
Un direttore di una casa di riposo è accusato di aver ucciso tre ospiti, un giovane di aver violentato una ragazza, un uomo di aver ucciso la moglie. In questi tre casi giudiziari gli accusati sono assolti, nonostante fossero pesantemente indiziati. L'anziano signor Mahler presenzia a tutti questi processi. Successivamente, con una scusa banale, si reca al domicilio degli accusati. Pochi giorni dopo dal processo questi tre uomini vengono trovati assassinati. Il signor Mahler ha un alibi di ferro perché è sempre presente a concerti di musica classica insieme alla nipote.

### Colonna sonora
- Franz Schubert, Quartetto per archi n. 10
- Leoš Janáček, La piccola volpe astuta